# 256 (numero)
Duecentocinquantasei (256) è il numero naturale dopo il 255 e prima del 257.

## Proprietà matematiche
- È un numero pari.
- È un numero composto con 9 divisori: 1, 2, 4, 8, 16, 32, 64, 128, 256. Poiché la somma dei suoi divisori è 255 < 256, è un numero difettivo.
- È l'ottava potenza di due. Di conseguenza, è anche il quadrato di 16 e la quarta Potenza di 4.
  - Si può scrivere come il risultato di una tetrazione: 256=44=24.
  - È il più grande zenzizenzizenzic di 3 cifre in base 10.
- È un numero potente.
- È un numero 44-gonale e 17-gonale centrato.
- È un numero odioso.
- È il numero di partizioni con addendi distinti di 29.
- Può essere espresso in tre modi diversi come differenza di due quadrati: 256=20²-12²=34²-30²=65²-63².
- Il 256-gono regolare è un poligono costruibile con riga e compasso.
- È parte delle terne pitagoriche (192, 256, 320), (256, 480, 544), (256, 1008, 1040), (256, 2440, 2456), (256, 4092, 4100) (256, 8190, 8194), (256, 16383, 16385).
- È un numero pratico.

## In informatica

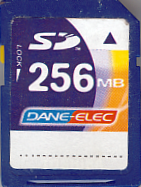
Una scheda di memoria da 256 MiB.

Un byte, contenendo 8 bit, può assumere 256 possibili valori, da 0 a 255. Di conseguenza, il numero può essere incontrato in una varietà di contesti informatici (specie nelle architetture a 8 bit), tra i quali:
- È il numero di possibili valori per ciascuno dei tre colori primari nel modello RGB.
- È il numero di diversi colori visualizzabili in un'immagine GIF, o in una bitmap ad 8 bit.
- È il numero di caratteri disponibili nello standard ASCII esteso e nell'ISO/IEC 8859-1.
- È il numero di colonne di un foglio di calcolo di Microsoft Excel nelle versioni precedenti ad Excel 2007.
- È il numero di livelli del videogioco Pac-Man.

## Astronomia
- 256P/LINEAR è una cometa periodica del sistema solare.
- 256 Walpurga è un asteroide della fascia principale del sistema solare.

## Astronautica
- Cosmos 256 è un satellite artificiale russo.

## Altri ambiti
- +256 è il prefisso telefonico internazionale dell'Uganda.
- È il numero di simboli nella scrittura Braille ad 8 punti.
- Secondo il diapason scientifico, la nota do4 ha una frequenza di 256 Hertz.
- Era il numero di soldati in un sintagma, l'unità fondamentale dell'esercito macedone.
- In ghematria, è il numero corrispondente alla parola רָנּוּ (canto).
- È il numero di partite di cui si compone un campionato della National Football League statunitense.